# レディスミス空港
レディスミス空港（Ladysmith Airport）は南アフリカ共和国クワズール・ナタール州ウトゥケラ郡レディスミスにある空港。